# استان اریحا
استان اریحا (به عربی: محافظة أريحا) یکی از استان‌های فلسطین است که در شرق کرانه باختری قرار دارد و توسط تشکیلات خودگردان فلسطین اداره می‌شود. جمعیت آن در سال ۲۰۱۷ میلادی حدود ۵۰٬۰۰۲ نفر بوده‌است. مرکز این استان، شهر اریحا است.

## شهرها
- اریحا

## شهرداری‌ها
- العوجا
- الجفتلک